# Vivant-François Viénot de Vaublanc
Vivant-François Viénot de Vaublanc de Tronchat signore di Bousselange (Beaune, 17 maggio 1725 – Saint-Domingue, 1798) è stato un militare francese.
Il 24 maggio 1742 venne nominato luogotenente in seconda del reggimento Navarre. Il 30 giugno 1747 venne promosso capitano. Nel 1752 lasciò l'esercito per la marina, come capitano delle Compagnies d'augmentation  a Saint-Domingue, ove si trasferì al seguito del conte di Béthune, nominato governatore.
Il 6 maggio 1754 sposò Catherine Perrault, figlia di Jean Don Perrez (francesizzato in Perrault), capitano delle milizie e ricco proprietario terriero sull'isola.
Il 2 marzo 1756 nacque il suo primo figlio Vincent-Marie Viénot de Vaublanc, futuro ministro dell'interno di Luigi XVIII.
Il 24 marzo 1758 venne nominato cavaliere dell'Ordine di San Luigi. Il 1º maggio 1758 divenne maggiore del Fort Saint-Louis a Saint-Domingue. Nel 1763 venne riformato e rientrò in Francia.
Durante la Rivoluzione francese, nel 1793, venne imprigionato a Tours, secondo la legge dei sospetti, perché nobile, militare e cavaliere dell'Ordine di San Luigi.  Morì nel 1798 a Saint-Domingue.